# Lysimaque à fleurs en thyrse
Lysimachia thyrsiflora
Espèce
Classification APG III (2009)
Statut de conservation UICN

 LC  : Préoccupation mineure
La Lysimaque à fleurs en thyrse (Lysimachia thyrsiflora) est une espèce de plantes à fleurs de la famille des Primulacées selon la classification classique et la classification phylogénétique APG III (2009).

## Description
C'est une plante herbacée vivace mesurant de 30 à 60 cm. Elle se présente sous la forme d'une tige écailleuse à la base et très feuillée au-dessus. Les feuilles sont opposées ou parfois verticillées, embrassantes, de forme lancéolée, et de longueur pouvant atteindre 10 cm. Les fleurs sont regroupées en grappes jaunes à l'extrémité de longs pédoncules prenant naissance aux aisselles des feuilles médianes. Ces grappes sont des thyrses, c'est-à-dire un regroupement de fleurs disposées en cymes.

## Habitat et répartition
La Lysimaque à fleurs en thyrse est une plante de région froide qui croît dans les marais et au bord des cours d'eau, en particulier dans le nord-est et le centre de l'Europe. Elle est aussi présente au Canada et dans le nord-est des États-Unis ainsi qu'en Sibérie mais de façon plus discontinue. 
C'est une espèce très rare en France. Elle n'y est présente que dans quelques stations très éloignées les unes des autres. La plus importante se situe dans le Massif central, dans une zone très localisée du massif de la Margeride. Deux autres stations de moindre importance sont à signaler près de Belfort et dans l'Aisne.

## Statut de protection
En France, l'espèce est protégée sur l'ensemble du territoire métropolitain.
En Suisse, elle figure sur la Liste rouge des plantes.